# 福井空港
福井空港（ふくいくうこう、英語:Fukui Airport）は、福井県坂井市春江町江留中にある地方管理空港である。

## 概要
かつて羽田、名古屋、新潟、小松等の旅客定期路線便が運航されていたが、1976年以降は行われていない。
現在はチャーター機、自家用プロペラ機、グライダーなどの発着が主流となっている。
また県警ヘリ、県防災ヘリ、県ドクターヘリの活動拠点でもある。
国交省のまとめた2021年度の空港別着陸回数は全国の108空港中48位(2696回)と定期便のない空港としては上位である。
グライダースポーツが盛んに行われており、日本国内の97空港では唯一グライダーが発着できる空港となっている。国内で数少ない航空機曳航（グライダーをほかの航空機で曳航して離陸させる方法）での訓練ができ、グライダー愛好家が利用することでも知られている。同立戦のグライダー競技会は毎年ここで行われている（例外あり）。
2021年からは空港の有効活用のひとつとして、宇宙航空研究開発機構（JAXA）が滑走路を利用して、JAXAが開発を進めている氷雪モニタリングシステムの実証実験を実施している。実証実験は開始から2年間の予定であるが、2025年度の実用化を目指している。
2023年7月、福井県は、老朽化した福井空港ビルの再整備について早ければ2024年度より新ビルの構想案をまとめ、建て替えを含めて2025年度にも具体化に向けて本格的に動くと表明した。

## 歴史

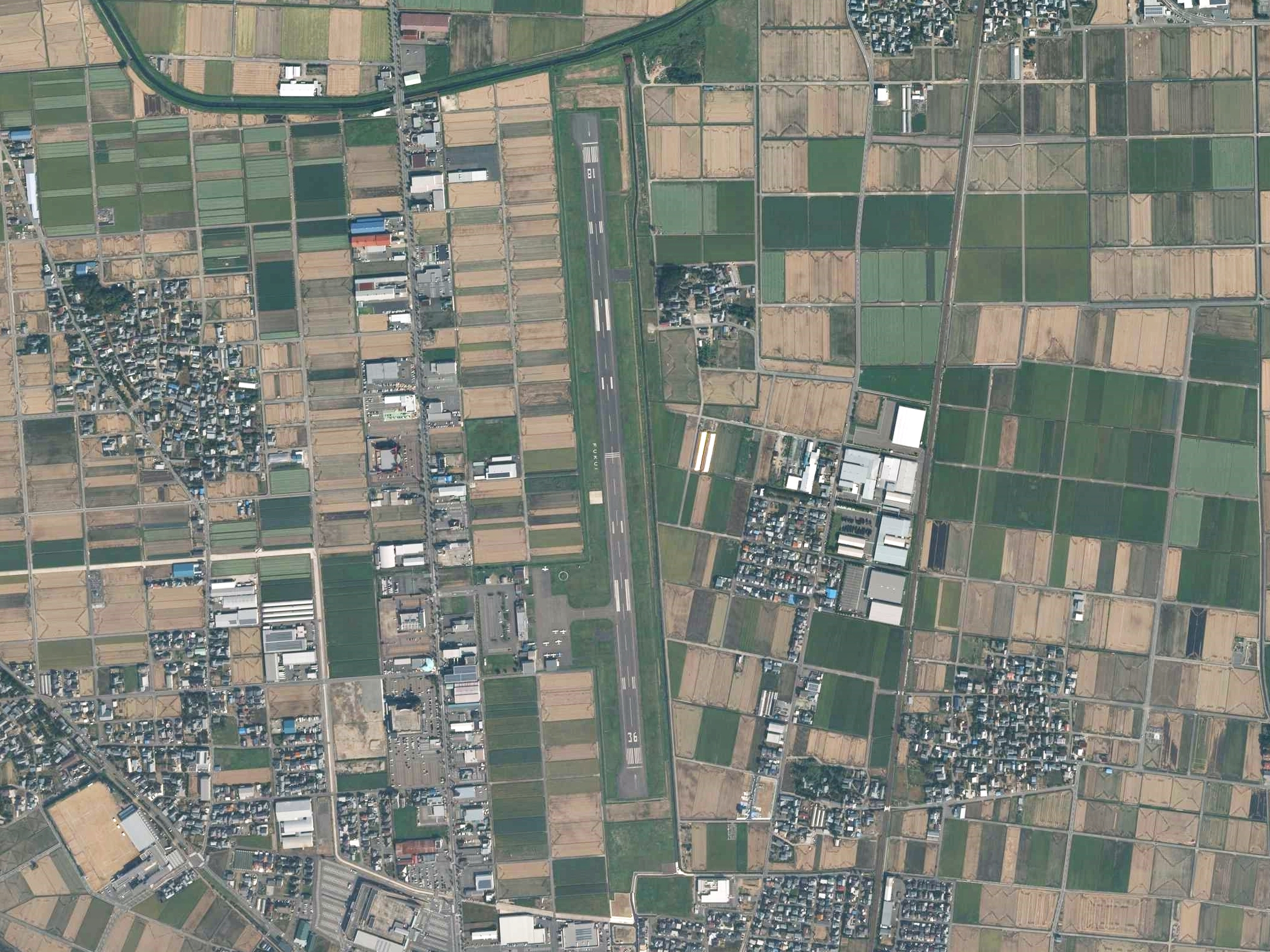
福井空港付近の空中写真
。2015年9月23日撮影を合成作成。

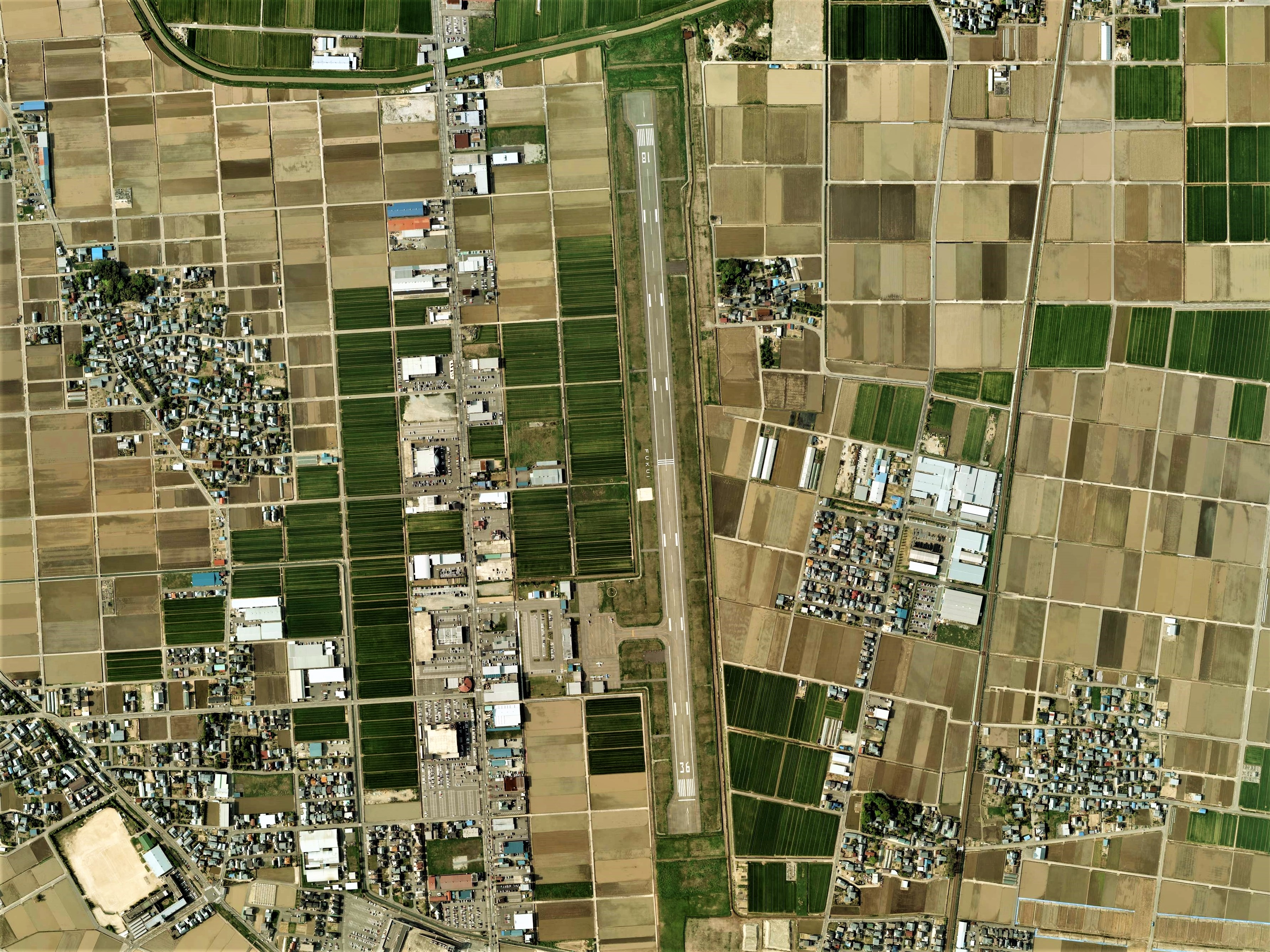
福井空港付近の空中写真。
。2008年4月30日撮影の8枚を合成作成。

福井空港の建設地として、坂井郡春江町（当時）が上がり、その後調査を経て1962年に春江町随応寺地区を候補とした。1964年に工事を開始し、1966年に開港した。
しかし、1973年に石川県小松市の小松空港がジェット化された影響で乗客数が減少、滑走路が短く大型機の発着が出来ない福井空港の定期便は採算が悪化し、1974年12月1日からは名古屋乗継となり、1976年4月に定期航路が廃止された。
1985年、福井県は滑走路の延長を2,000mに拡張する計画を決定。調査が行われるものの、地元住民からの強硬な反対運動に遭う。1986年の第5次空港整備5箇年計画に福井空港が組み入れられ、滑走路延長へ向けた動きもあったが、依然住民の反対は根強く、計画は事実上頓挫した。また、市民団体が福井県に情報公開請求したところでは、空港拡張に反対していた住民を切り崩す工作として、県側が接待攻勢を掛けていたことが明らかになっている。
2000年、森内閣の公共事業の抜本的見直しに関する三党合意による公共事業の見直しで、福井空港拡張整備計画は地元住民の意見が醸成されていないとの理由で唯一「保留」扱いとされた。翌年の2001年には、国の概算要求から福井空港の拡張計画が漏れ、福井県知事（当時）の栗田幸雄が同年9月14日の福井県議会において福井空港拡張整備計画の凍結を表明した。地権者との交渉が難航し、拡張事業に着手できる見通しが立たなかったのが理由で、これにより事実上ジェット化の構想は白紙となった。2003年6月27日、県議会で福井県知事（当時）の西川一誠が、福井空港拡張整備計画の断念を表明した。「北陸新幹線・小松空港重視」に政策を転換し、現滑走路の利用を軸に有効活用を模索することになった。なお、福井空港の拡張計画と同時進行で建設が進められていた石川県の能登空港には、羽田空港発着枠が当初1便しか割り当てられなかったが、政策的配慮で2便が割り当てられた。

### 年表
- 1961年（昭和36年）6月 - 福井県総合計画策定[24]。
- 1962年（昭和37年）6月 - 坂井郡春江町（現在の坂井市春江町）に建設地を決定[24]。
- 1964年（昭和39年）5月 - 空港整備に着手[24]。
- 1966年（昭和41年）
  - 3月 - 空港整備が竣工[24]。
  - 6月30日 - 開港[2][16]。
  - 7月1日 - 全日本空輸の東京国際空港（羽田）便が就航（1日1往復）[16]、フォッカー F27を投入[2]。
- 1968年（昭和43年） - 羽田便が1日2往復に増便[2]。
- 1972年（昭和47年）4月1日 - 羽田便の機材をYS-11に変更[2]。
- 1976年（昭和51年）4月 - 定期便が廃止[2][5][7][17][18]。
- 1985年（昭和60年）3月 - 滑走路を2,000mに拡張する計画を決定[4][24]。
- 1986年（昭和61年）11月28日 - 空港拡張計画が国の第5次空港整備計画に盛り込まれる[25]。
- 1991年（平成3年）2月6日 - 福井県警察にヘリコプター「くずりゅう」（初代）が配備（同年4月から運用開始）[24][26]。
- 1997年（平成9年）3月 - 福井県防災航空隊編成、「Blue Arrow」（初代）が配備[24]。
- 2001年（平成13年）
  - 8月21日 - 福井県の「国際青年の翼」事業で、ウラジオストク航空の国際チャーター便が初就航[14][27]。
  - 8月29日 - 福井空港の拡張計画が2002年度の概算要求から外れることが判明[19]。
  - 9月14日 - 福井県知事（当時）の栗田幸雄が福井県議会において、空港拡張計画の凍結を表明[4][18][20]。
- 2003年（平成15年）6月27日 - 福井県知事（当時）の西川一誠が福井県議会において、空港拡張計画の断念を表明[21][22]。
- 2006年（平成18年）10月1日 - 空港管制業務を中部国際空港の中部飛行援助センター（中部FSC）に移管、リモート空港（RAG空港）に移行[2][24]。
- 2021年（令和3年）
  - 5月24日 - 福井県ドクターヘリの運航を開始[28][29][30][31][32]。
  - 10月1日 - 空港管制業務を中部国際空港の中部飛行援助センターから大阪国際空港の大阪対空センターへ移管[33]。

## 所在する部隊・企業
所在部隊
- 福井県警察航空隊[2][7][13]：「くずりゅう」（ユーロコプターEC135 T2i）[34]
- 福井県防災航空隊[2][7][13]：「Blue Arrow」（ブルーアロー、川崎重工業BK117）[6]

所在企業
- セントラルヘリコプターサービス福井事務所
  - 福井県防災航空隊（受託運航）
  - 福井県ドクターヘリ（福井県立病院拠点、受託運航）[28]
    - 福井県内では嶺南地域（敦賀市以西）[35]で関西広域連合の京滋ドクターヘリ[32]、大野市和泉地区[36]で岐阜県ドクターヘリの共同運航をそれぞれ実施しているが[31][32]、ドクターヘリ運航開始後も継続している[31][32]。

## 定期路線
現在、国内外の定期路線は設定されていない。前述のとおり1976年までは羽田便が運航されていた。ほかにも、小松（1966年10月1日から1975年11月30日まで）・名古屋・新潟便が設定されていた。
2022年4月27日には、セレスティアル航空が当空港と東京ディズニーリゾート・ユニバーサル・スタジオ・ジャパン・福井県立恐竜博物館をそれぞれヘリコプターで結ぶ定期便を同年5月1日から開設すると発表したが、同日を過ぎても国土交通省に対して事業許可の申請や代理店の届出がされておらず、運航開始の目途は立っていない。また、福井県に提出された事業資料に記載されたヘリコプター4機の機材番号はいずれも他社保有のものであることや、福井 - 東京間片道84分、1人あたり料金2万2000円というプランの非現実性なども指摘されている。

## 利用状況
国土交通省「空港管理状況調書」によると、福井空港の乗降客数および着陸数は以下のとおりとなっている。
| 年度   | 乗降客数 | 着陸数 |
| ------ | -------- | ------ |
| 2006年 | 49       | 3,902  |
| 2007年 | 41       | 4,046  |
| 2008年 | 40       | 4,397  |
| 2009年 | 26       | 4,485  |
| 2010年 | 0        | 3,764  |
| 2011年 | 0        | 3,197  |
| 2012年 | 0        | 3,987  |
| 2013年 | 0        | 4,385  |
| 2014年 | 0        | 4,466  |
| 2015年 | 0        | 2,976  |

乗降客数は2009年の26人を最後に記録されていない。一方、着陸数は年度に相違はあるが富山空港（富山県富山市）の国内線とほぼ同じレベルとなっている。また、2018年には着陸回数が2930回のうち、グライダーの着陸回数が1450回、2019年には着陸回数が3491回のうち、グライダーの着陸回数が1778回とそれぞれ全体の半分を占めている。

## アクセス
- 京福バス
  - 25系統（エンゼルランド線）、28系統（運転者教育センター線）「春江郵便局」バス停留所。
  - 47系統（春江丸岡線）「春江支所」バス停留所。
  - かつては運転者教育センター線の一部の便の乗り入れがあったが、2010年10月1日に乗り入れを取りやめ、福井空港バス停留所は廃止された。
- えちぜん鉄道三国芦原線 西春江ハートピア駅。
- ハピラインふくい線 春江駅。
- 北陸自動車道 丸岡ICから約6km。

## ギャラリー

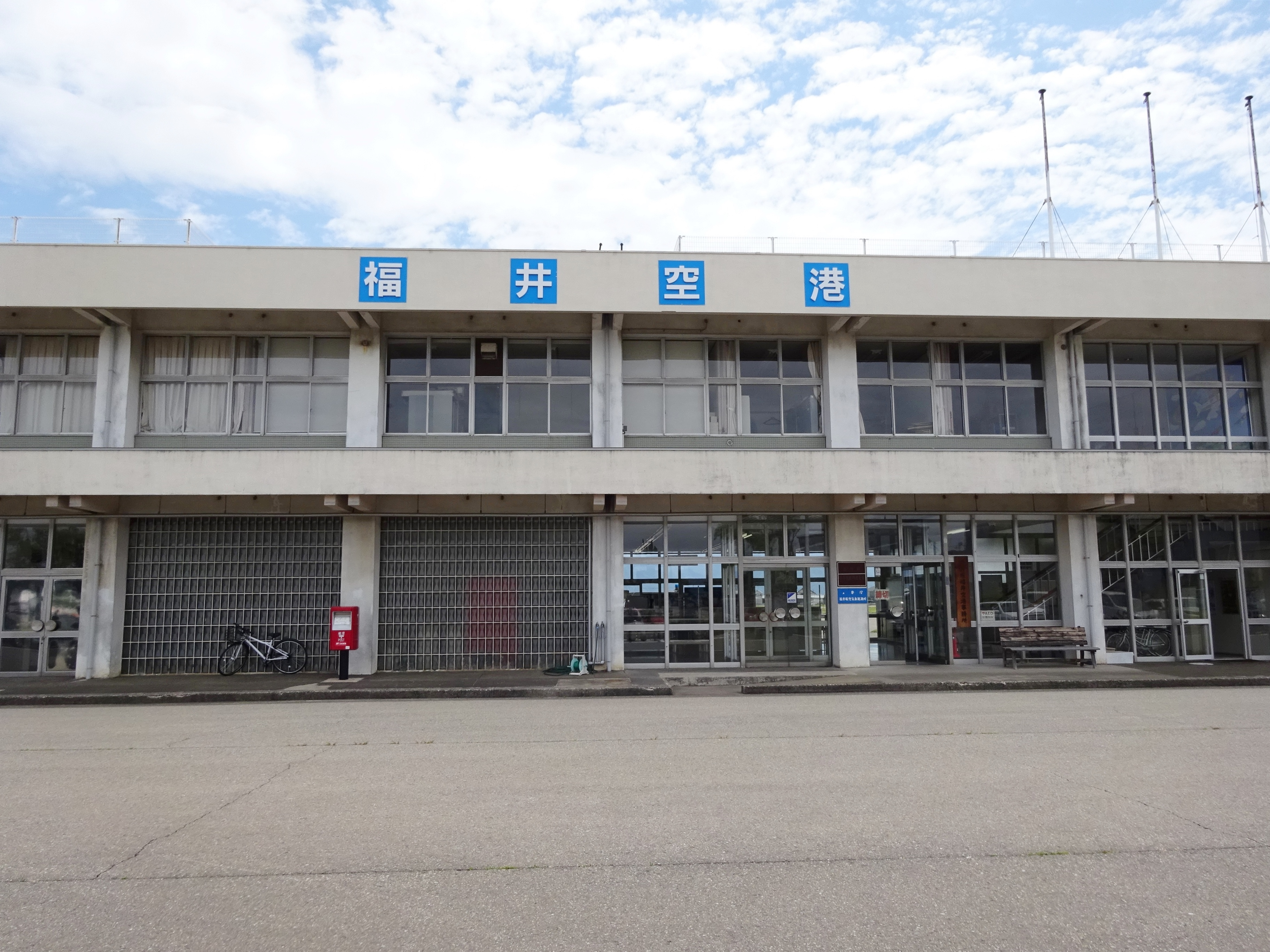
ターミナルビル正面
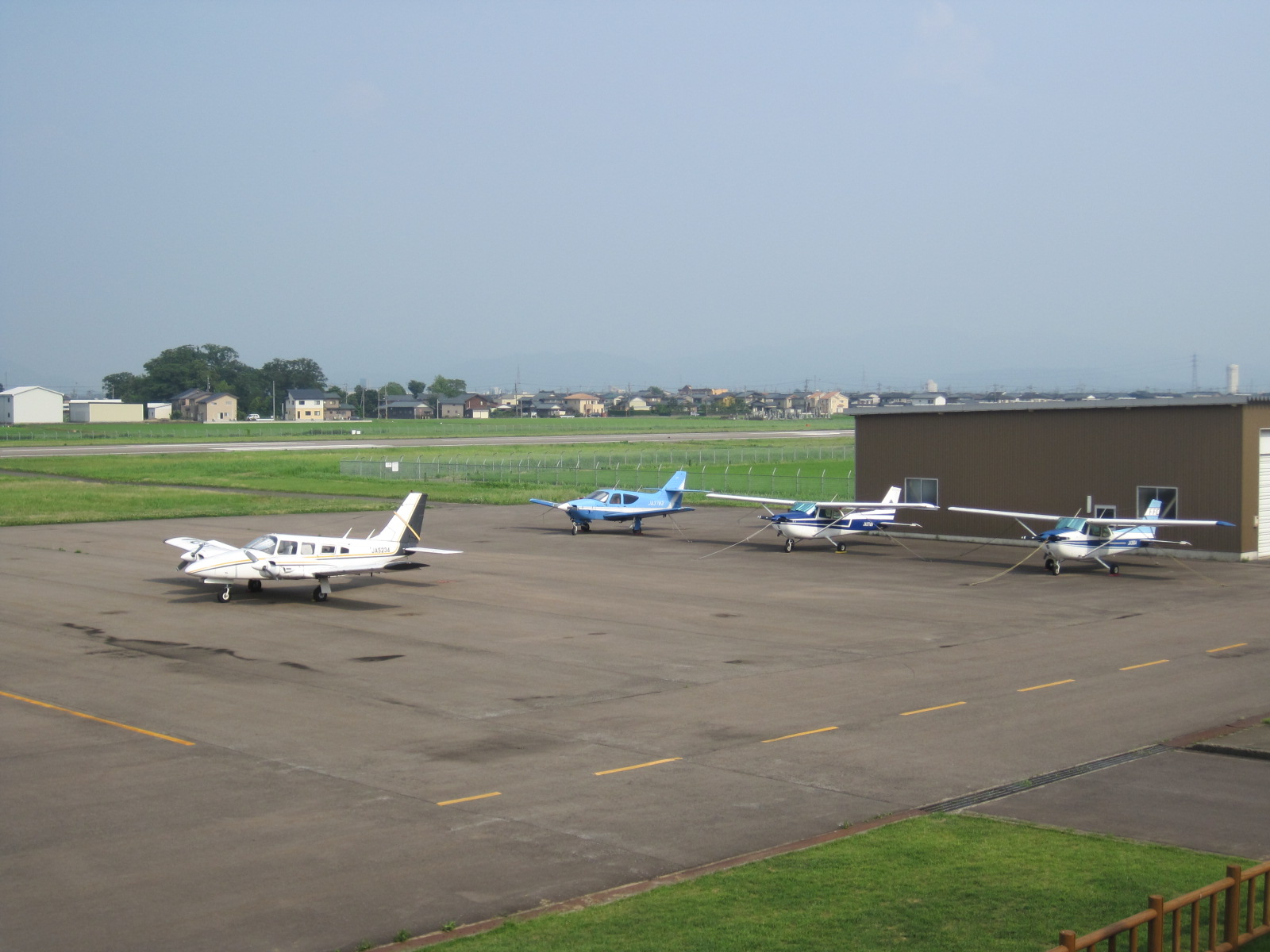
駐機場
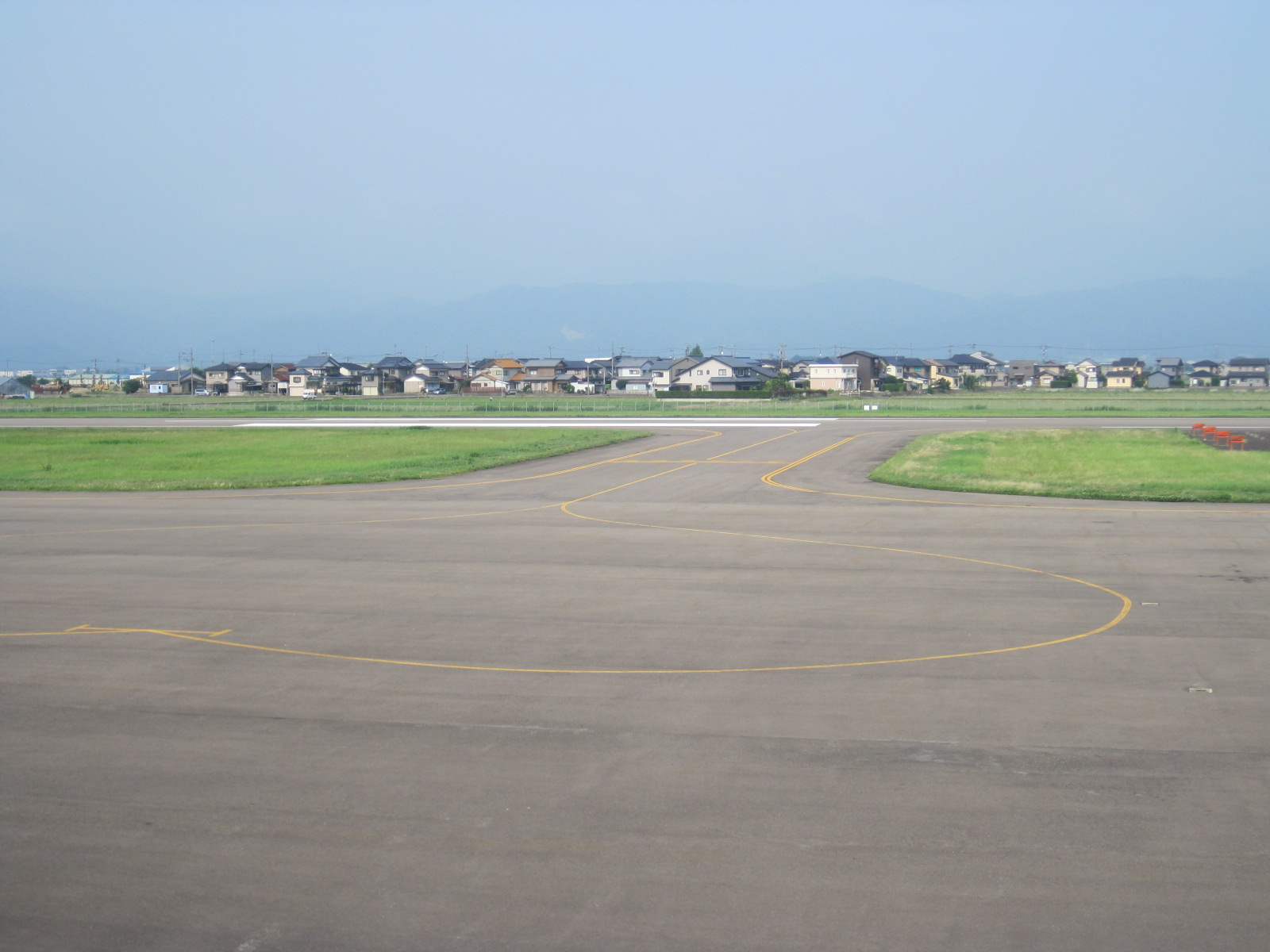
滑走路
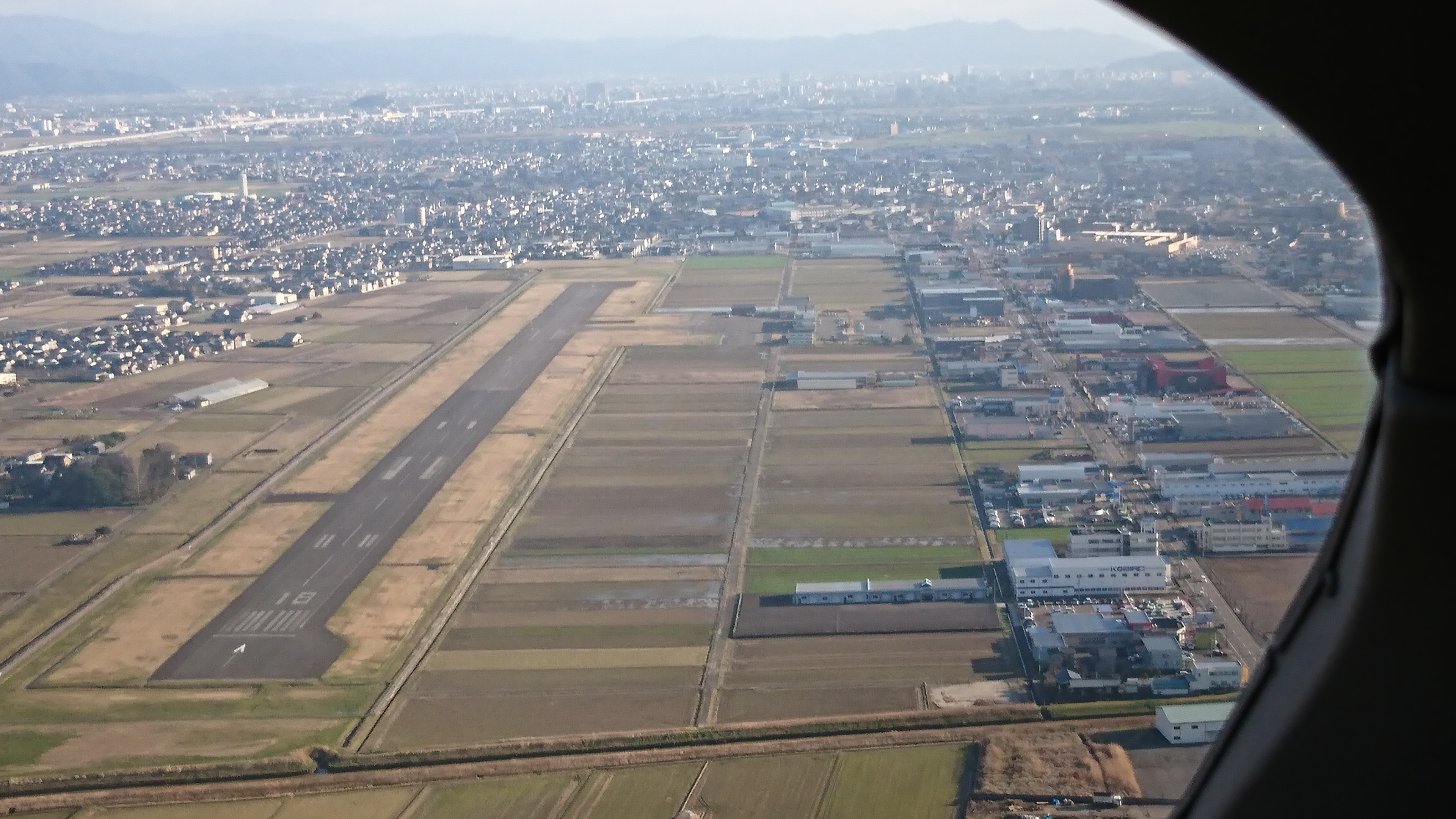
空港北方上空から全体を空撮（2020年）
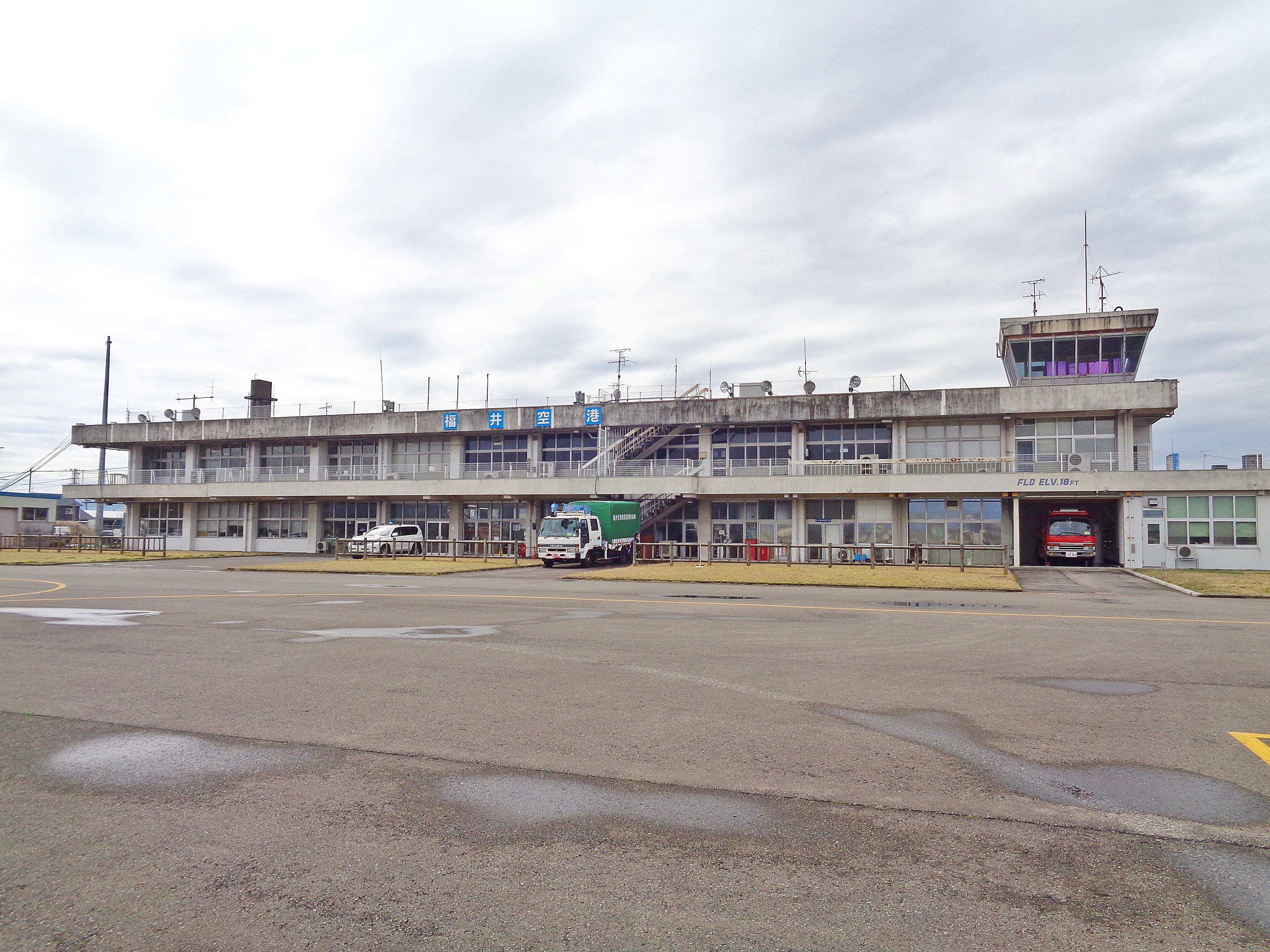
福井空港の制限区域側（2020年）